# 漢特海崖
74°36′S 111°52′W / 74.600°S 111.867°W
漢特海崖（英語：Hunt Bluff）是南極洲的海崖，位於瑪麗伯德地的沃爾格林海岸，處於傑弗里角以南4公里，長6公里，在1947年1月由美國海軍拍攝照片，現時由南極條約體系管理。